# Sèrie dels inversos dels nombres primers

La suma dels recíprocs dels nombres primers creix indefinidament, però de manera molt lenta. Al gràfic l'eix de les abscisses és en escala logarítmica per mostrar la lentitud de creixement de la sèrie. La funció en porpra és una fita inferior també divergent.

La sèrie dels inversos dels nombres primers és la sèrie definida com la suma dels recíprocs dels nombres primers, és a dir:
{\displaystyle s_{n}=\sum _{\scriptstyle p{\text{ primer }} \atop \scriptstyle p\leq n}{\frac {1}{p}}}
Quan n tendeix a infinit la sèrie divergeix:
{\displaystyle \lim _{n\rightarrow \infty }\sum _{\scriptstyle p{\text{ primer }} \atop \scriptstyle p\leq n}{\frac {1}{p}}={\frac {1}{2}}+{\frac {1}{3}}+{\frac {1}{5}}+{\frac {1}{7}}+{\frac {1}{11}}+{\frac {1}{13}}+{\frac {1}{17}}+\cdots =\infty }
Aquest resultat fou demostrat per Leonhard Euler l'any 1737 i, des d'aleshores, s'han formulat diverses demostracions de la divergència de la sèrie. Un d'aquests resultats involucra una fita inferior de la sèrie:
{\displaystyle \sum _{\scriptstyle p{\text{ prime }} \atop \scriptstyle p\leq n}{\frac {1}{p}}\geq \log \log(n+1)-\log {\frac {\pi ^{2}}{6}}\qquad \qquad \forall n\in \mathbb {N} }

## Algunes demostracions de la divergència

### Demostració original d'Euler
La primera demostració, obra del matemàtic suís Leonhard Euler, parteix del següent resultat per la sèrie harmònica
{\displaystyle \sum _{n=1}^{\infty }{\frac {1}{n}}=\prod _{p}{\frac {1}{1-p^{-1}}}=\prod _{p}\left(1+{\frac {1}{p}}+{\frac {1}{p^{2}}}+\cdots \right)}
i, aplicant-ne el logaritme, es troba
{\displaystyle {\begin{aligned}\log \left(\sum _{n=1}^{\infty }{\frac {1}{n}}\right)&{}=\log \left(\prod _{p}{\frac {1}{1-p^{-1}}}\right)=-\sum _{p}\log \left(1-{\frac {1}{p}}\right)\\&{}=\sum _{p}\left({\frac {1}{p}}+{\frac {1}{2p^{2}}}+{\frac {1}{3p^{3}}}+\cdots \right)\\&{}=\left(\sum _{p}{\frac {1}{p}}\right)+\sum _{p}{\frac {1}{p^{2}}}\left({\frac {1}{2}}+{\frac {1}{3p}}+{\frac {1}{4p^{2}}}+\cdots \right)\\&{}<\left(\sum _{p}{\frac {1}{p}}\right)+\sum _{p}{\frac {1}{p^{2}}}\left(1+{\frac {1}{p}}+{\frac {1}{p^{2}}}+\cdots \right)\\&{}=\left(\sum _{p}{\frac {1}{p}}\right)+\left(\sum _{p}{\frac {1}{p(p-1)}}\right)\\&{}=\left(\sum _{p}{\frac {1}{p}}\right)+C\end{aligned}}}
per una constant C < 1. I com que la suma dels recíprocs dels primers n nombres naturals és asimptòtica a log(n), es conclou
{\displaystyle \lim _{n\rightarrow \infty }\sum _{\scriptstyle p{\text{ primer }} \atop \scriptstyle p\leq n}{\frac {1}{p}}=\lim _{n\rightarrow \infty }\log(\log(n))}

### Demostració d'Erdős
Paul Erdős demostrà la divergència per reducció a l'absurd.
Sigui pi l'i-è nombre primer, i suposem que la sèrie convergeix. Aleshores, ha d'existir un nombre natural k tal que
{\displaystyle \sum _{i=k+1}^{\infty }{1 \over p_{i}}<{1 \over 2}\qquad (1)}
Sigui x un nombre natural, denotem Mx com el conjunt de valors naturals de n menors o iguals a x no divisibles per cap primer major que pk. Trobarem ara una fita superior i una fita inferior per |Mx| (la cardinalitat del conjunt Mx) i veurem que per valors de x prou grans les fites entren en contradicció.

#### Fita superior
Tot n de Mx pot escriure's com n = r m² amb m i r naturals, on r és un enter lliure de quadrats. Com que només els k primers p1, …, pk poden aparèixer (amb exponent 1) a la factorització de r, hi ha d'haver com a molt 2k possibilitats diferents per r. Encara més, hi ha d'haver com a molt √x valors possibles per m. Això ens porta a la fita superior
{\displaystyle |M_{x}|\leq 2^{k}{\sqrt {x}}\qquad (2)}

#### Fita inferior
Els x − |Mx| nombres restants a la diferència de conjunts {1, 2, . . ., x} \ Mx són tots divisibles per un primer major que pk. Sigui Ni,x el conjunt dels n naturals menors o iguals a x que són divisibles pel i-è primer pi. Aleshores
{\displaystyle \{1,2,\ldots ,x\}\setminus M_{x}=\bigcup _{i=k+1}^{\infty }N_{i,x}}
Com que el nombre d'enters a Ni,x és com a molt x/pi (de fet és zero per pi > x), tenim
{\displaystyle x-|M_{x}|\leq \sum _{i=k+1}^{\infty }|N_{i,x}|<\sum _{i=k+1}^{\infty }{x \over p_{i}}}
Fent servir (1), obtenim
{\displaystyle {x \over 2}<|M_{x}|\qquad (3)}

#### Contradicció
Quan x ≥ 22k + 2, les dues estimacions entren en contradicció perquè {\displaystyle {\tfrac {x}{2}}\geq 2^{k}{\sqrt {x}}}.